# قهوة بدران
قَهْوَة بدران(1) هي أول مقهىً في مدينة الخليل، وربُما في فلسطين، حيث كانت قد افتُتِحت قبل أكثر من 120 عامًا في سوق القزازين وسط البلدة القديمة بمدينة الخليل. اكتسبت قهوة بدران شهرتها وأهميتها نظرًا لقربها من المسجد الإبراهيمي، وكونها لعبت دورًا مهمًا في مختلف مجالات الحياة الفكرية والسياسية.

## التاريخ
كانت قهوة بدران قد افتتحت منذ أكثر من 120 عامًا في سوق القزازين وسط البلدة القديمة لمدينة الخليل بجانب مسجد القزازين الصغير في جنوب الضفة الغربية بفلسطين. تأسست القهوة على يد جميل بدر بدران، وتُدار منذ عام 1998 بواسطة محمد فرج التلبيشي (يبلغُ من العمر 60 عامًا في عام 2015 حسب المصادر). كما يذكرُ محمد فرج أنَّ جميل بدر بدران كان يحدثهُ عن زوار القهوة من كافة أنحاء فلسطين، وأيضًا من بعض الدول العربية، خصوصًا السعودية، ويُعقب مُحمد فرج أنَّ بعض السعوديين يسألون عن حال المكان حتى الآن.
يقول مُحمد فرج: «إن قهوة بدران تراث فلسطيني عربي، وأول مقهى في مدينة الخليل، وربما فلسطين وبلداتها القديمة، فقد كان من يتسامر فيها من كبار السن ووجهاء العشائر، إضافةً إلى مكان يتناقل فيه الناس أخبارهم وأحوالهم ويتابعون فيه أحوال الحروب وويلات التهجير، ويتبادل الناس فيه همومهم وأتراحهم وأحزانهم، ولا يزال، لكن بوتيرة أقل».
يأتي المقهى ضمن بناءٍ على الطراز المملوكي، وتبلغ مساحتها 50 مترًا مربعًا فقط، وأمامه ساحة صغيرة تُعرف باسم «ساحة بدران». يمتلك البناء نوافذ مقوسة وبابًا مغلفًا بلونٍ دهانٍ يتناسق مع حجارة المكان، ويعلو فناءه الخارجي مظلة تقي الزائرين حر الصيف ومطر الشتاء. يحتوي المقهى على عددٍ من الطاولات البيضاء، ويُحيط بها عددٌ من المقاعد، ويتكون كل مقعدٍ من قطعٍ خشبيةٍ مربوطةٍ فيما بينها بحبالٍ خضراء أو صفراء اللون. امتلكت قهوة بدران أول مذياعٍ في مدينة الخليل، مما زاد من عدد زوارها قديمًا.
لعب مقهى بدران دورًا نضاليًا وسياسيًا أيضًا، حيث زاره عددٌ من الشخصيات التاريخية والوطنية وقيادات بارزة في فترة الثورة الكبرى، حيث تذكر المصادر أنَّ أعيان مدينة الخليل كانوا قد استقبلوا أمين الحسيني في المقهى، وذبحوا له الذبائح، كما نظموا لهُ حلقات الدبكة في ساحة المقهى، وكان عبد الحليم الجولاني موجودًا آنذاك. يذكرُ حسن أبو سنينة (يبلغُ من العمر 86 عامًا حسب المصادر عام 2019): «حينما انطلقت الثورة، تم تحويل المقهى ليلاً كمقر لجمع السلاح والذخيرة، وكان الثوّار يتسللو ليلاً من الحضر، ومضارب البدو والقرى المجاورة، وحارات الخليل». تذكر المصادر أيضًا أنَّ انتخابات البرلمان الأردني كانت تجري في داخل المقهى.
تُعتبر المقاهي ظاهرةً محدودة الانتشار في مدينة الخليل مقارنةً بغيرها من مدن الضفة الغربية، لذلك تُعد قهوة بدران واحدةً من المقاهي النادرة في المدينة. ويُعد كبار السن وأحيانًا الشباب من أكثر زوار المكان، حيث يقضون يجلسون في القهوة للحصول على بعض التسلية ولقاء الأصدقاء، كما يلعبون بعض الألعاب مثل ورق اللعب أو طاولة الزهر. يذكرُ الحاج زكي الهشلمون (يبلغُ من العمر 98 عامًا حسب المصادر عام 2015): «كان المقهى قديماً ساحة كبيرة لاجتماع وجهاء مدينة الخليل وضواحيها، لمناقشة أمور المحافظة السياسية والاجتماعية والاقتصادية والثقافية».
عملت لجنة إعمار الخليل في عام 2018 على تأهيل البنية التحتية في البلدة القديمة لمدينة الخليل، وكان هذا التأهيل قد شمل ساحة قهوة بدران.

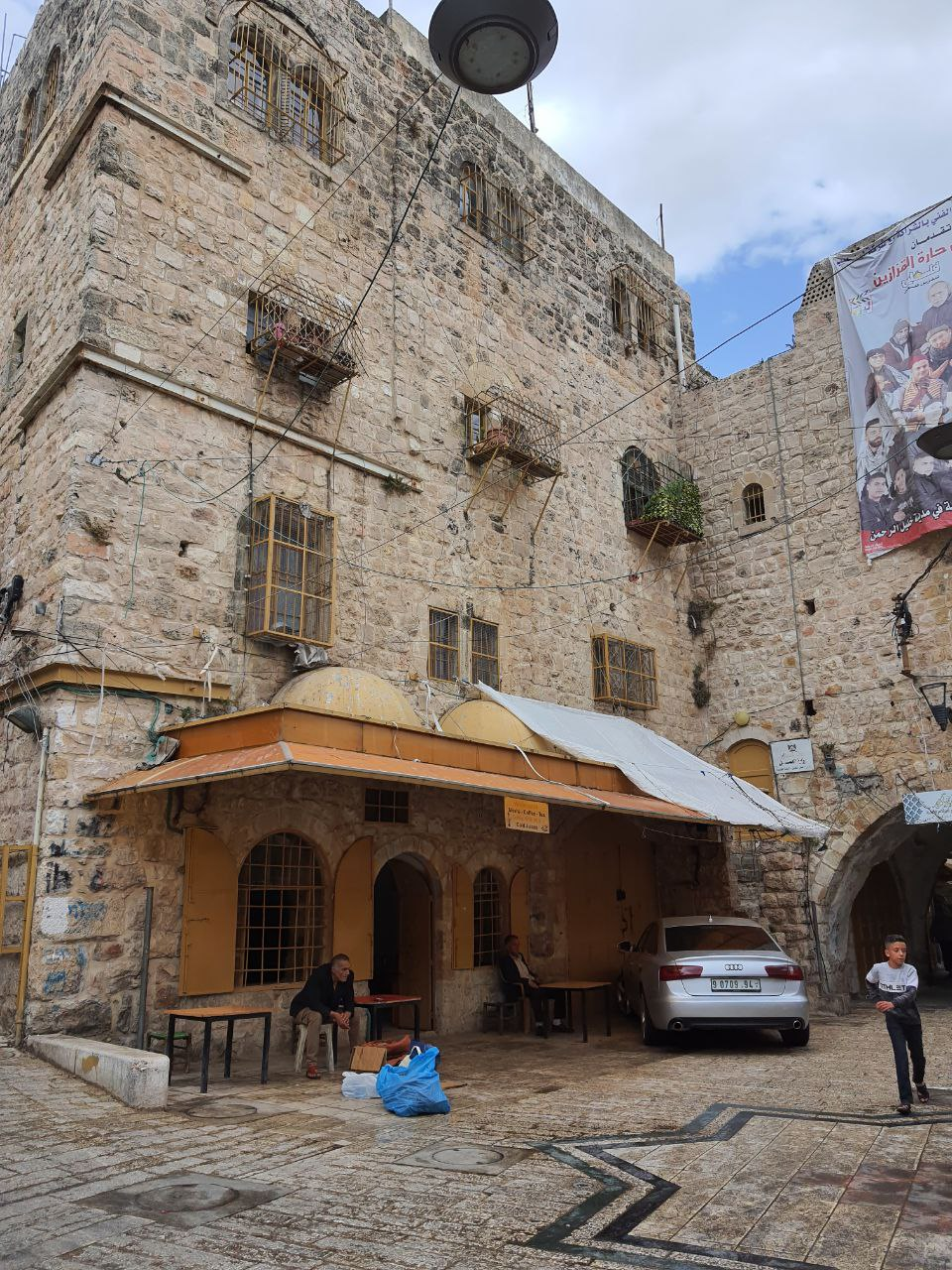
مبنى قهوة بدران، أقدم مقهى في مدينة الخليل

## الانتهاكات الإسرائيلية
منذُ احتلال مدينة الخليل بعد حرب 1967، تُعاني البلدة القديمة في الخليل من حملاتٍ تهويدية، حيث تهدف إلى تهجير الفلسطينيين منها، وفرض سيطرةٍ إسرائيلية عليها. وبما أنَّ قهوة بدران تتوسط البلدة القديمة، فإنها تتعرض لنفس الحملات التهويدية. حيث تؤدي سياسة الاحتلال إلى تضييق الخناق على سكان البلدة القديمة، مما يدفع معظمهم للبحث واستئجار محلاتٍ جديدة في أماكن أكثر أمانًا من البلدة القديمة، وذلك للحفاظ على رزقهم وعائلاتهم. تمنع القوات الإسرائيلية أيضًا إجراء الفعاليات أمام ساحة القهوة، حيث كانت قد منعت بالقوة عددًا من المهرجانات والفعاليات. في يونيو 2020، قامت قوات الجيش الإسرائيلي مع عددٍ من المستوطنين بوضع حجرٍ على بنايةٍ قرب قهوة بدران في إطار عمليات التهويد وتغيير معالم البلدة القديمة في الخليل، وتعرض الحجر للكسر عدة مرات فيما بعد، لذلك أضاف الجيش الإسرائيلي كاميرا بجانبه.
ويُذكر محمد فرج في هذا السياق: «رائحة الأجداد ستبقى هنا على حالها، وفلسطين ستعود يوماً، وسيعود المجد إلى المقهى، سنحدث الأجيال عن تاريخنا، وسنبقى هنا في البلدة القديمة، متمسكين بها مهما فعل الاحتلال ومستوطنوه». ويذكرُ الحاج زكي الهشلمون في هذا السياق: «قديماً كان هذا الشارع عامراً بأهله ومحلاته التجارية، أما بعد الاحتلال الاسرائيلي لمدينة الخليل، وإغلاقه لشارع الشهداء، والتضييق على سكان البلدة القديمة، لم يعد هذا الشارع مثل ما كان في السابق. لم يتبقَ لنا أي شبر في فلسطين، فجميع المناطق مغتصبة، والمستوطنات تملؤها، واليهود يفكرون بطردنا من المناطق الفلسطينية، ونحن نيام لا ندرِ ما يدور حولنا».

## في المؤلفات
ذٌكرت قهوة أو مقهى بدران في عددٍ من الكتب والروايات، ومنها:
- القاضي، محمود (1995). شيء من الذاكرة. دار كنعان للدراسات والنشر. ص. 21.
- أبو شاور، رشاد (1999). رائحة التمرحنة. المؤسسة العربية للدراسات والنشر والتوزيع. ص. 182.
- انتفاضة الأقصى: يوميات ووثائق. الهيئة العامة للاستعلامات. ج. المجلد السادس. 200. ص. 105.

## هوامش
- «1»: أو مقهى بدران. يذكُر المعجم الوسيط أنَّ كلمة «قَهْوَة» تُستعمل لوصف «مكان شرب القهوة ونحوها».[10]

## وصلات خارجية
- مقاهي عتيقة - مقهى بدران الخليل على يوتيوب بواسطة الجزيرة الوثائقية
- مقهى الانتخابات والدم على يوتيوب بواسطة وكالة الأنباء الفلسطينية (وفا)
- قهوة بدران.. 200 عام ملتقى الرجال في الخليل القديمة على يوتيوب بواسطة وكالة وطن للأنباء
- قهوة بدران - البلدة القديمة - الخليل على يوتيوب بواسطة راديو الرابعة